# Saint-Germain-du-Pinel
Saint-Germain-du-Pinel település Franciaországban, Ille-et-Vilaine megyében. Lakosainak száma 1007 fő (2022. január 1.). Saint-Germain-du-Pinel Argentré-du-Plessis, Domalain, Gennes-sur-Seiche és Moutiers községekkel határos.

## Népesség
A település népessége az elmúlt években az alábbi módon változott:
| Lakosok száma | 620  | 605  | 629  | 789  | 891  | 913  | 915  | 951  | 969  | 1007 |
|               | 1968 | 1982 | 1990 | 2006 | 2013 | 2015 | 2017 | 2019 | 2020 | 2022 |